# Think About Life
I Think About Life sono un gruppo musicale indie rock canadese originario di Montréal e attivo dal 2005.

## Formazione
- Martin Cesar
- Graham Van Pelt
- Caila Thompson-Hannant
- Greg Napier

Ex membri
- Matt Shane
- Brendan Reed

## Discografia
- 2006 - Think About Life
- 2009 - Family